# María Dolores Faraldo
María Dolores Faraldo Botana (Betanzos, La Coruña, 1959) es una política española miembro del Partido Popular. Fue diputada en el Parlamento de Galicia, y la primera mujer en ostentar la alcaldía de Betanzos, su ciudad natal.

## Biografía
Licenciada en Medicina, y máster en Gestión Sanitaria, María Faraldo accedió como funcionaria a la Administración Autonómica de Galicia, donde llegó a ocupar el cargo de directora provincial del Servicio Gallego de Salud (SERGAS). Fue también directora provincial del Instituto Social de la Marina.
Su trayectoria política se inicia como concejal en el ayuntamiento de Betanzos por el Partido Popular, formando parte de la lista encabezada por Jaime Pita en las elecciones de 1991 y 1995. La designación de su jefe de filas como consejero de la Junta de Galicia propicia que se presente como cabeza de lista en las elecciones de 1999, en las que el PP pierde dos concejales (pasa de 7 a 5). En las elecciones de 2003 Faraldo es nuevamente la candidata del PP, recuperando los dos concejales que había perdido en 1999. En esas elecciones el PSdeG-PSOE pierde la mayoría absoluta que revalidaba consecutivamente desde 1983, debiendo formar una coalición de gobierno con el Bloque Nacionalista Galego para conservar la alcaldía. De este período destaca su oposición frontal al Plan de Rehabilitación y Peatonalización del casco histórico, impulsado por el gobierno municipal.
Con posterioridad, tras ganar el Congreso provincial del Partido Popular de La Coruña la lista que encabezaba el por entonces regidor de Ferrol, Juan Juncal, auspiciada por Romay Beccaría, es nombrada Secretaria de Organización del Partido en dicha provincia. 
Tras las elecciones municipales de 2007, Faraldo es investida alcaldesa con el apoyo de la formación independiente Ciudadanos por Betanzos (CxB). No obstante, los seis únicos concejales obtenidos por su partido le obligarían a gobernar en minoría durante la mayor parte de su mandato, pues si bien formó gobierno de coalición, en verano de 2008, con la propia CxB, perdería este apoyo en marzo de 2010.
En 2011 concurrió nuevamente a las elecciones municipales, mejorando sus resultados de 2007 en ocho puntos y obteniendo dos concejales más que entonces, quedándose a sólo uno de la mayoría absoluta. No obstante, un pacto entre las demás fuerzas políticas propició la pérdida de la alcaldía, en favor del socialista Ramón García, a pesar de haber sido la candidata más votada con una diferencia de casi mil votos. tras lo cual sería designada vicepresidenta de la Diputación Provincial de La Coruña. Faraldo permanecería en el cargo poco más de un año, pues renunció al mismo para concurrir a las elecciones autonómicas de 2012, en las que ocupó el noveno lugar en la lista de la formación Popular por la provincia de La Coruña. Resultó elegida,  incorporándose al Parlamento de Galicia como diputada el 13 de noviembre de 2012.

### Procesamiento, dimisión y posterior absolución
En mayo de 2012 fue llamada a declarar como imputada por la supuesta comisión de sendos delitos de prevaricación y falsedad en documento mercantil durante su etapa como alcaldesa de Betanzos. El motivo: la contratación irregular, de un profesor para el conservatorio de música de la localidad. Con su incorporación al Parlamento Gallego, Faraldo pasó a ser aforada, por lo que la causa fue asumida por el Tribunal Superior de Justicia de Galicia. En julio de 2014 se dictó su procesamiento, lo que provocó su dimisión de los dos cargos que ostentaba: el de diputada autonómica y el de concejal de su ciudad natal.
En marzo de 2018, la Audiencia Provincial de La Coruña absolvió a la exalcaldesa de todos los cargos, pues no apreció "intencionalidad maliciosa con relevancia penal" en su actuación, que calificó como "contratación irregular (...) de las que hay numerosos ejemplos dentro del ámbito de la administración y de la empresa pública".